# 白金幼稚園
白金幼稚園（しろかねようちえん）は、東京都港区白金台五丁目にある私立幼稚園である。

## 沿革
戦後、文部省教育研修所（のちの国立教育研究所）所長であった城戸幡太郎が、品川区上大崎にあった研修所の一室において、戦災の中で野放しになっていた幼児らの保育を始めたことを淵源とする
。
1947年（昭和22年）、国立教育研究所付属幼稚園として開園。地域の父兄が経営するという形態の下に発足した幼稚園であった。
1949年（昭和24年）、国立教育学研究所による学校経営に難色を示したGHQの指示により、国立大学あるいは東京学芸大学附属の幼稚園へと移管の方針とされた。しかし、移管による園の移転は廃園に等しいとする地元父兄らによる反対運動が起こり、1951年（昭和26年）8月、現在地にて、私立幼稚園として存続されることとなった。その際には、旧軍の馬小屋を移設して園舎に充てたという。

## 特徴
3歳児童と4歳児童を募集している。毎年白金祭りやバザーが開かれている。また、園庭には裏山があり、生き物の飼育や、菜園活動などが行われている。

## その他
1993年（平成5年）6月、学校法人白金幼稚園、園児76名、父兄らを含む住民グループが、地下鉄南北線の工事差止めを求めて提訴。隣接地の国立科学博物館付属自然教育園を含む豊かな自然環境の中で園児教育を実践しているが、地下鉄工事による環境悪化で子どもたちの成育環境が破壊されるなどという訴えであったが、一審（東京地裁）、二審（東京高裁）ともに退けられた
。

## 関連文献
- 「戦後の新教育―白金幼稚園の発足―」海卓子『幼児の生活と教育』（フレーベル館,1965）
- 「椎の木のある幼稚園ができた-白金幼稚園と海卓子」宍戸健夫『保育の森 : 子育ての歴史を訪ねて』（あゆみ出版,1994）
- 「白金幼稚園 SUDA設計室」新建築75巻7号72-83頁（新建築社,2000-06）